# Chiesa dell'Assunzione di Maria Vergine (Forno Canavese)
La chiesa dell'Assunzione di Maria Vergine è la parrocchiale di Forno Canavese, in città metropolitana e arcidiocesi di Torino; fa parte del distretto pastorale Torino Nord.

## Storia
L'originaria chiesa fornese sorse nel Trecento; nel 1386 essa, attestata con il titolo di S. Maria di Forno di Rivara, risultava filiale della pieve di San Genesio di Corio Canavese.
L'edificio fu poi sottoposto a un rifacimento dopo la metà del XVII secolo, approssimativamente tra il 1660 e il 1664. Una decina d'anni dopo, nel 1676, l'artista oglianicese Giodomenico Bonaudo fu incaricato di realizzarne il crocifisso ligneo per l'altare maggiore.
Nel 1708 il campanile fu parzialmente ricostruito e nel 1736 su di esso venne installato un orologio meccanico; tra il 1747 e il 1748 fu edificata la cappella laterale di Santa Margherita da Cortona, mentre all'inizio dell'Ottocento venne costruita quella di Sant'Antonio.
Nel 1893 fu realizzato dalla ditta Barchietti l'organo, mentre poi tra il 1901 e il 1902 l'interno dell'edificio venne risistemato per interessamento dell'allora parroco don Gaspare Seita; in questa occasione fu eseguito il dipinto della volta, raffigurante Santa Maria Assunta.
Nel 1932 il tetto venne restaurato e tra il 1952 e il 1953 la facciata fu rimaneggiata; nel 1964 si posò il nuovo pavimento e tra gli anni settanta e gli ottanta vennero condotti altri interventi di ristrutturazione.

## Descrizione

### Esterno
La facciata della chiesa, che volge a mezzogiorno e che è a salienti, è suddivisa da una cornice in due registri; quello inferiore, più largo, è scandito da lesene e presenta al centro il portale maggiore, sormontato da un timpano semicircolare, e nelle due ali laterali gli ingressi secondari, sopra i quali si aprono altrettante finestre; quello superiore, affiancato da due volute, è caratterizzato da una finestra e da due nicchie e coronato dal timpano di forma triangolare, al centro del quale è collocato il mosaico avente come soggetto la Beata Vergine Assunta.

### Interno
L'interno dell'edificio è suddiviso in tre navate, ognuna delle quali composta da sei campate; al termine dell'aula si sviluppa il presbiterio, separato da essa da una balaustra, sopraelevato di un gradino, ospitante il marmoreo altare maggiore e chiuso dall'abside, nella quale trova posto il coro.
Opere di pregio qui conservate sono la statua della Madonna Assunta in Cielo, la pala ritraente la Madonna con Bambino assieme ai Santi Sebastiano e Carlo Borromeo, la tela con le Anime purganti e gli affreschi raffiguranti San Turibio e Santa Margherita da Cortona.